# Crise econômica brasileira de 2014

Capa da revista Exame de 5 de agosto de 2015, sobre a crise econômica

A crise econômica brasileira de 2014, também conhecida como a recessão de 2015/2016, crise político-econômica ou a grande recessão brasileira, teve início em 2014, embora só fosse claramente percebida nos anos seguintes. O produto interno bruto (PIB) do país caiu 3,5% em 2015 e 3,3% em 2016. Em 2017, o desemprego atingiu seu auge, com uma taxa de 13,7%, o que representava 14,2 milhões de brasileiros desempregados.
A crise econômica foi acompanhada e intensificada por uma crise política que começou em 2013 com as Jornadas de Junho. A crise se agravou em março do ano seguinte com os escândalos de corrupção investigados pela Operação Lava Jato. Alguns meses depois, na eleição presidencial de 2014, Dilma Rousseff se reelegeu para seu segundo mandato, derrotando o candidato Aécio Neves por uma margem estreita, o que gerou insatisfação em parte da sociedade e entre os oposicionistas. Esses fatores, somados ao início da crise econômica, contribuíram para o aumento generalizado da insatisfação popular em relação à política, resultando em protestos contra o governo por todo o país. Em 2016, Dilma foi afastada do cargo por um processo de impeachment, tendo assumido seu vice, Michel Temer, que também foi alvo de protestos.
Entre as causas apontadas para a crise econômica está, além da já mencionada crise política, o fim do ciclo de alta dos preços das commodities no mercado externo, que afetou as exportações brasileiras e diminuiu a entrada de capital estrangeiro no país. Entretanto, a principal causa foi interna e está associada a medidas econômicas que não surtiram os efeitos desejados. Adotado a partir de 2011, o conjunto de medidas conhecido como nova matriz econômica, que incluía políticas de forte intervenção governamental na economia, redução da taxa de juros, concessões de subsídios e intervenção em preços, gerou a crise de sustentabilidade fiscal que se seguiu e elevou o risco-país, a taxa de juros de longo prazo e a incerteza, o que reduziu o consumo e o investimento em 2015 e 2016. O ajuste fiscal promovido no final de 2014 e ao longo de 2015 acabou por aprofundar a crise.
No primeiro trimestre de 2017, o PIB subiu 1%, sendo o primeiro aumento após oito quedas trimestrais consecutivas. O Ministro da Fazenda Henrique Meirelles declarou que o país "saiu da maior recessão do século". Porém, o crescimento registrado caracterizou apenas o fim da recessão técnica, o que não significava o fim da crise. O desemprego continuou alto e ainda havia incertezas quanto ao futuro da economia, especialmente após diversos escândalos políticos. A recessão foi a segunda maior da história do país, sendo acompanhada pela mais lenta recuperação de todas. A crise de 2014 foi sucedida pela recessão causada pela pandemia de COVID-19, que chegou ao Brasil em 2020.

## Contexto
Na década de 2000, houve um forte aumento no preço das commodities, impulsionado pela crescente demanda da China. Foi um período favorável à economia brasileira, que depende em grande parte da exportação de matérias primas (como petróleo, minério de ferro e soja), e o consequente crescimento econômico gerou euforia. Esse aumento favoreceu as exportações, que fizeram o PIB crescer nos primeiros anos da década. As exportações foram o principal motor do crescimento no primeiro Governo Lula, dando início ao período que o economista Edmar Bacha chamou de "Milagrinho brasileiro". Esse milagrinho foi retratado mais tarde na capa da revista The Economist em 2009.
Apesar do crescimento, ele não foi tão significativo quanto os apoiadores de Lula esperavam. O governo foi acusado de ser moderado e de não promover a mudança na política econômica esperada pela base eleitoral do Partido dos Trabalhadores. Isso mudou ao final do primeiro mandato e ao longo do segundo. Nesse período, o crescimento foi puxado sobretudo pelo mercado interno, não mais pelas exportações. As políticas do governo passaram a ser responsáveis pelo crescimento, e não mais a sorte de uma conjuntura externa favorável. Essas políticas internas envolviam, a saber: maior distribuição de renda, maior acesso ao crédito e maiores investimentos públicos.
O mercado interno forte foi o responsável por o Brasil ter atravessado a crise econômica global de 2008, que começou nos Estados Unidos, com relativamente poucos danos. Houve, de fato, uma recessão por dois trimestres (o que já configura uma recessão técnica). Mas, devido ao mercado interno, e também a diversas medidas adotadas para contornar a crise, o país retomou o crescimento, de modo que, em 2009, a The Economist publica a edição intitulada "o brasil decola", e no ano seguinte, ao final do governo Lula, o país registrou a maior taxa de crescimento do PIB desde 1986. Porém, o estímulo ao consumo no governo Lula não foi acompanhado pelo crescimento na produtividade, deixando a economia do país ainda muito dependente das commodities exportadas. De fato, ao contrário do "milagre econômico brasileiro" da ditadura militar, a indústria não foi protagonista do crescimento. Conforme explica Laura Carvalho, "o Brasil não tinha a estrutura produtiva necessária para atender à nova demanda criada" pelas políticas internas do segundo governo Lula. Outros limites à perpetuação do modelo de crescimento do governo Lula eram seu caráter inflacionário e a concentração de renda no topo (a distribuição de renda não afetava os mais ricos).
Em 2013, antes do início da crise, a revista liberal britânica The Economist já havia feito críticas à gestão econômica do governo, tendo lançado um relatório que foi matéria de capa. A matéria faz um contraste entre dois momentos discrepantes da economia brasileira. Antes, o país sinalizava um futuro bastante promissor ao registrar crescimento alto em 2010, sendo o melhor desempenho em décadas. Para aumentar o entusiasmo, o Brasil foi escolhido para sediar tanto a Copa do Mundo em 2014 quanto as Olimpíadas em 2016. Porém, o país fez poucas reformas durante os anos de crescimento econômico.

## Causas

### Erros na política macroeconômica

Capa da The Economist em janeiro de 2016 ("A queda do Brasil: Dilma Rousseff e o ano desastroso à frente"), destacando negativamente a então presidente

Conforme Gustavo Franco, presidente do Banco Central durante o governo FHC, a principal causa da crise foi interna e relacionada a "medidas macroeconômicas locais que deram errado".
Em um estudo acadêmico de 2017 sobre o assunto, chegou-se à seguinte conclusão sobre a origem da crise:
O esgotamento da NME [nova matriz econômica] devido à perda de capacidade financeira do governo reduziu diversos investimentos da economia brasileira a partir de 2015, com a forte redução do investimento da Petrobras sendo um exemplo marcante. A crise de sustentabilidade fiscal que se seguiu elevou o risco país, a taxa de juros de longo prazo e a incerteza, reduzindo consumo e investimento de forma substancial em 2015 e 2016. A recomposição de preços e a política monetária necessária para recolocar a inflação na meta também contribuem para a recessão, principalmente devido à perda de credibilidade do Banco Central. [...]— Filho, Fernando de Holanda Barbosa (2017). «A crise econômica de 2014/2017». Estudos Avançados. 31 (89). Consultado em 6 de fevereiro de 2018

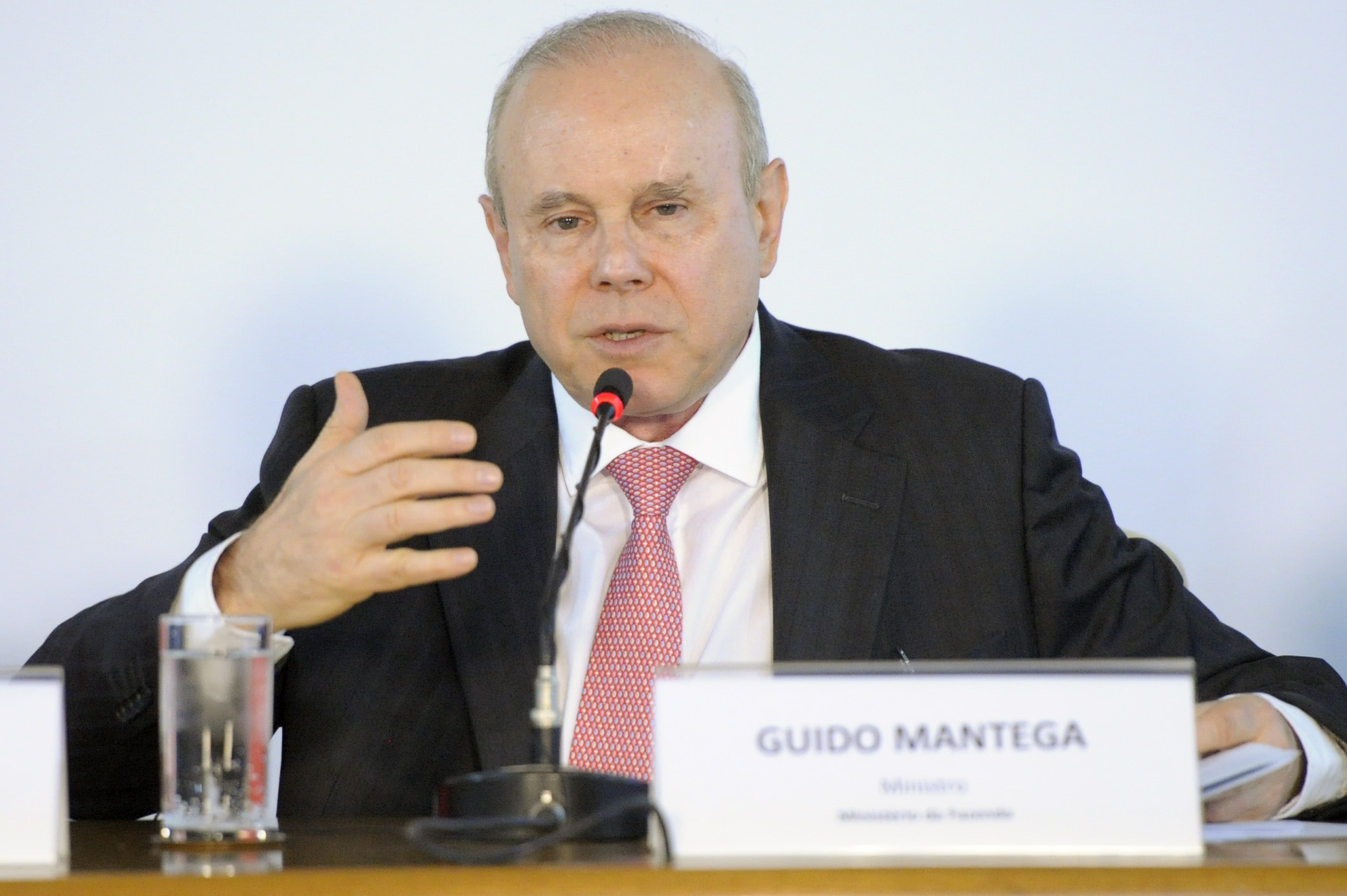
Guido Mantega, Ministro da Fazenda durante o primeiro governo Dilma. Em julho de 2012, Mantega admitiu pela primeira vez que o governo praticava uma nova "matriz macroeconômica"

Anteriormente, o Estado havia sido determinante na expansão do mercado interno através do incentivo ao consumo, com aumento do salário mínimo, transferência de renda e expansão do crédito. Porém, ao final do governo Lula, crescia a visão de que essa estratégia seria insustentável. No dia 26 de maio de 2011, um artigo publicado na Folha de S.Paulo intitulado "um acordo pela indústria brasileira", reafirmava a importância daquela política econômica do governo Lula, mas criticava o encolhimento da participação da indústria nacional no PIB e a substituição da produção nacional por produtos industriais importados. O artigo foi assinado, entre outros, por Paulo Skaf, presidente da Federação das Indústrias do Estado de São Paulo (FIESP), que anos mais tarde pediria e apoiaria o impeachment de Dilma.
Dilma, formada em economia por uma escola de tradição industrialista, concordou com as demandas. A nova matriz econômica foi, portanto, um conjunto de medidas para beneficiar o setor industrial, visando a redução dos custos das empresas nacionais e o aumento da competitividade diante da concorrência estrangeira.  Porém, a indústria não reagiu. A produção industrial, que tinha crescido 2,7% em 2010, caiu 0,9% e 3,7% nos dois anos seguintes, prejudicando a arrecadação do governo e, por consequência, os investimentos públicos.

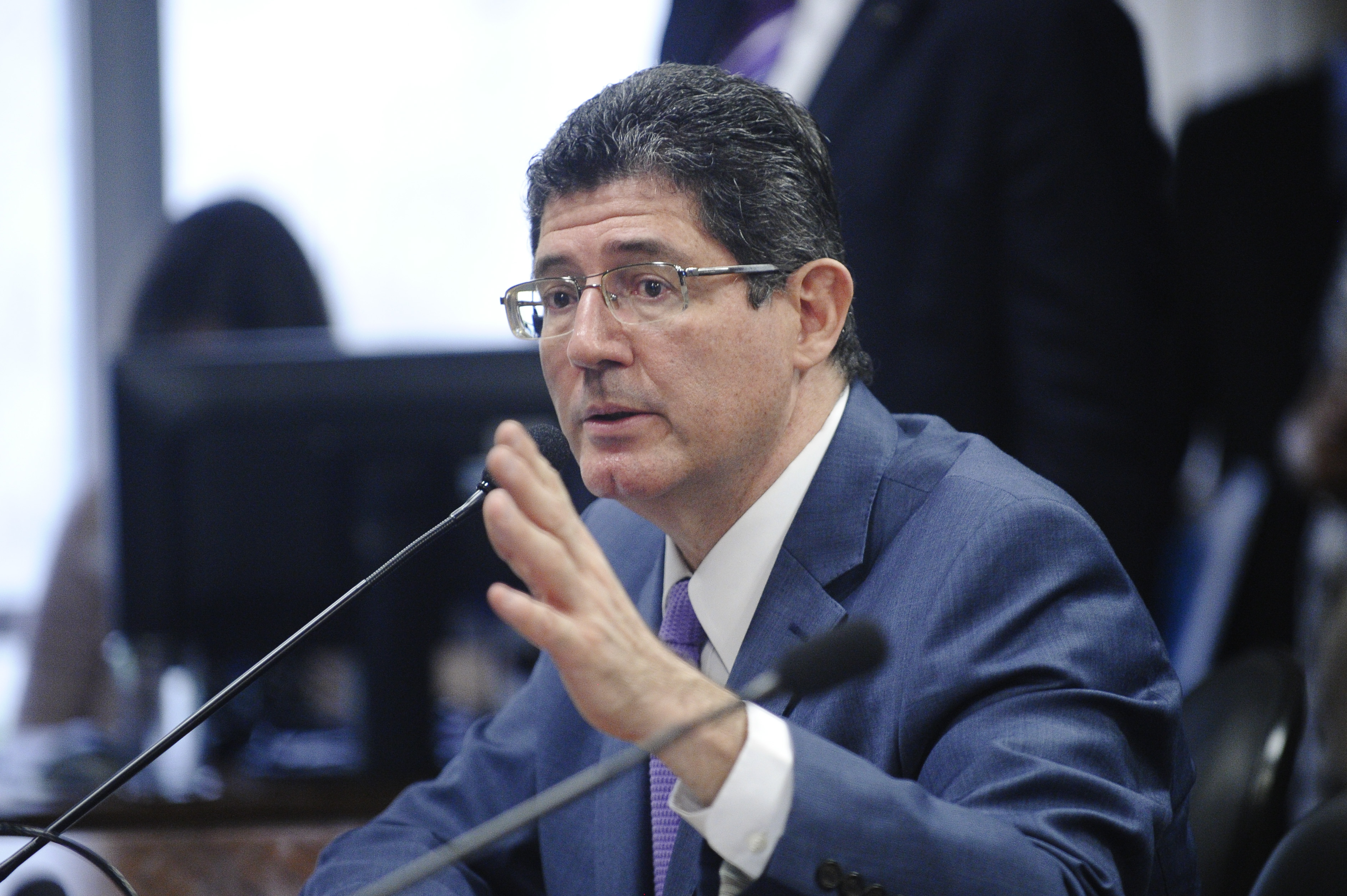
Joaquim Levy, ministro responsável pelo ajuste fiscal, em março de 2015

Em uma tentativa de reverter o processo de deterioração nas contas públicas, devido à queda da arrecadação, foi aplicado, em 2014, um ajuste fiscal que incluía políticas fortemente recessivas (ou seja, que visavam reduzir as despesas e aumentar os impostos). Essas políticas envolveram principalmente o corte de despesas e investimentos públicos, como os cortes do Programa de Aceleração do Crescimento (PAC). O ajuste prosseguiu ao longo de 2015. Nesse ano, houve um corte brusco nos preços administrados. (Ver seção Medidas anticrise.) Essas medidas acabaram por aprofundar mais ainda a crise, pois, segundo Carvalho, houve uma diminuição dos investimentos públicos. Além disso, o brusco reajuste dos preços administrados e a forte desvalorização cambial fizeram disparar a inflação, que chegou a mais de 10%. Esse aumento, por sua vez, fez com que a Taxa Selic aumentasse sucessivamente até chegar ao patamar de 14,25% ao ano. O ajuste fiscal não foi bem-sucedido nem mesmo em seu principal objetivo, que era atingir um superávit nas contas públicas, pois a recessão em que o país se encontrava diminuiu as receitas do governo.

### Desvalorização dascommodities
| Crescimento anual médio dos preços das commodities |                     |
| Período                                            | Variação (% ao ano) |
| 1999-2002                                          | 10,3                |
| 2003-2005                                          | 19,1                |
| 2006-2010                                          | 10,5                |
| 2011-2014                                          | –7,0                |
| 2015-2016                                          | –6,5                |

Uma causa externa apontada foi a desaceleração da economia da China, maior parceira comercial do Brasil. Essa desaceleração levou a uma queda brusca no preço das commodities, que são a base das exportações brasileira. Como resultado, o superávit na balança comercial do Brasil despencou e algumas empresas exportadoras, como a Usiminas e a Vale sofreram fortes perdas. De acordo com professor do Insper Roberto Dumas, houve um erro de estratégia do governo durante o superciclo das commodities ao estimular o consumo em vez de priorizar a industrialização e melhorar a capacidade produtiva.
Para Steven Tobin, do Departamento de Pesquisa da Organização Internacional do Trabalho (OIT), a diminuição da demanda externa, em especial da China, somada à queda nos preços das commodities na segunda metade de 2014, foram fatores que contribuíram para a crise. Porém, ainda segundo Tobin, esse cenário externo desfavorável acabou revelando fraquezas estruturais do país, como a baixa produtividade. Entre junho e dezembro de 2014, o índice de preço das commodities divulgado pelo Fundo Monetário Internacional (FMI) teve queda acumulada de 29,3%, queda essa que foi aumentando até ser interrompida em janeiro de 2016.
Em 2015, a revista The Economist também afirmou que as causas imediatas da crise eram externas, e que a queda dos preços das commodities explicava, em parte, a crise. A publicação afirmou ainda que a então presidente Dilma Rousseff poderia ter aproveitado melhor a onda de commodities da década de 2000 para diminuir o Estado inchado, que engolia 36% do PIB em impostos. Em vez disso, o governo optou por garantir empréstimos subsidiados e incentivos fiscais onerosos para indústrias favorecidas.
Silvia Matos, pesquisadora do Instituto Brasileiro de Economia, da Fundação Getúlio Vargas (FGV), concluiu que os fatores externos foram responsáveis por 30% da crise.

Silvia Matos mostra [...] através de uma análise comparativa, que embora outras economias também tenham experimentado redução do crescimento nos últimos anos, a desaceleração brasileira foi mais intensa. Isso ocorreu mesmo em comparação com países da América Latina, que formam um grupo de controle natural para as comparações de desempenho. Em seguida, confirma esse diagnóstico por meio de uma análise econométrica de dados de painel com uma amostra de 14 países emergentes. De fato, os resultados indicam que apenas 30% da desaceleração brasileira pode ser explicada por fatores externos. Diante disso, Silvia Matos conclui que fatores específicos à nossa economia são os mais relevantes para explicar a piora de desempenho da economia brasileira— FGV (4 de abril de 2017). A Crise de Crescimento do Brasil. Brasil: Elsevier Brasil. ISBN 9788535266382

### Crise política
No contexto internacional de grandes manifestações após a crise econômica de 2008, como a Primavera Árabe, no mundo árabe, Occupy Wall St, nos Estados Unidos, e Los Indignados, na Espanha, em 2013 o Brasil foi palco de grandes protestos, os maiores desde as manifestações pelo impeachment de Fernando Collor, em 1992. Os manifestantes inicialmente contestavam aumentos nas tarifas de transporte público, mas depois passaram a questionar a realização dos mega-eventos da FIFA (Copa das Confederações e Copa do Mundo) e a corrupção política. Em resposta, o governo federal anunciou medidas para tentar atender às reivindicações dos manifestantes e o Congresso Nacional votou uma série de concessões, a chamada "agenda positiva".

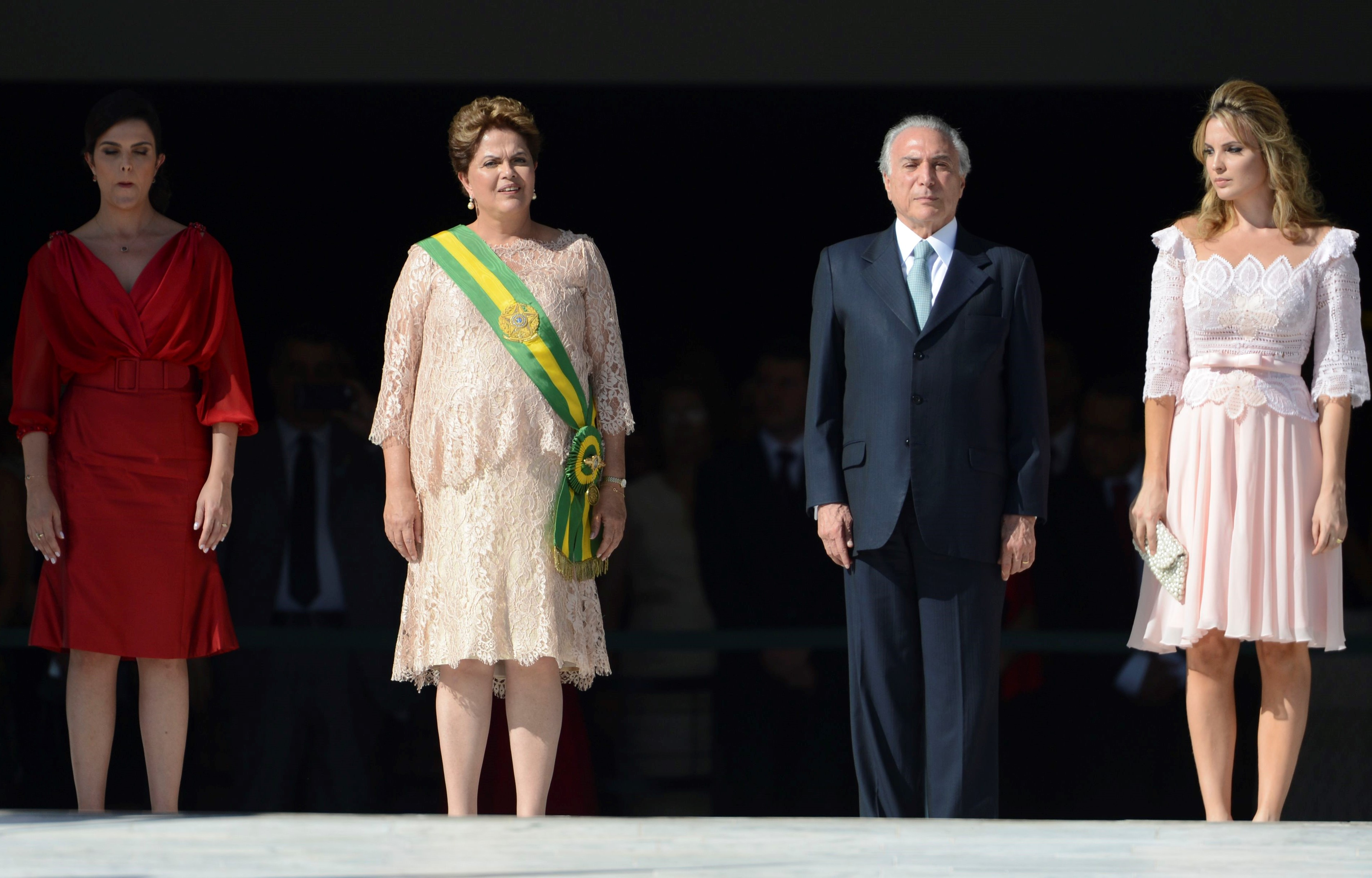
Dilma Rousseff em sua posse como presidente em 2015, ao lado de seu vice, Michel Temer

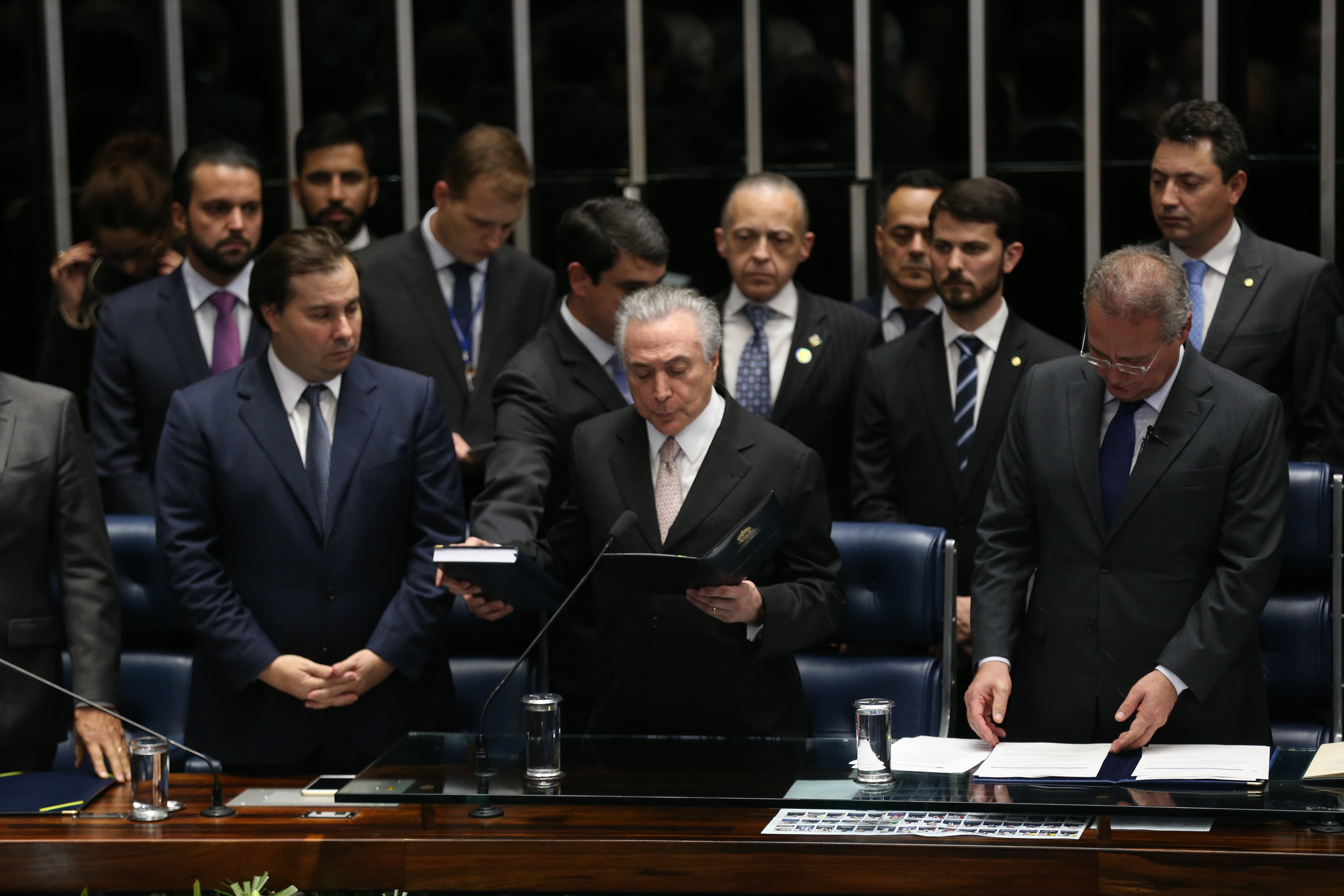
Michel Temer toma posse como presidente da República em 2016, após o impeachment de Dilma Rousseff

No ano seguinte, 2014, teve início a Operação Lava Jato, que trazia à tona um enorme esquema de corrupção envolvendo a classe política e partidos. A reeleição de Dilma Rousseff, alguns meses depois, agravou a crise política. Candidata a um segundo mandato pelo Partido dos Trabalhadores, Dilma venceu a eleição presidencial daquele ano, derrotando o candidato do PSDB, Aécio Neves na disputa presidencial mais acirrada da história do país até então, tendo sido também marcada por tumultos e controvérsias, principalmente devido à Lava Jato.
Nesse contexto de crise política, o Congresso passou a votar medidas que poderiam gerar mais gastos para o governo. Eram as chamadas pautas-bomba. Caso a presidente vetasse alguma dessas pautas, o presidente da Câmara dos Deputados, Eduardo Cunha, acataria algum pedido de impeachment contra ela. Essas pautas eram usadas, portanto, como instrumentos de chantagem. Os aumentos de gastos propostos e votados pelo Congresso ocorriam ao mesmo tempo em que o governo pretendia realizar cortes para atingir a meta fiscal do ano. Isso, em um cenário de economia em crise, prejudicava o reequilíbrio das contas públicas, pois aumentava as despesas do Estado e inviabilizavam os ajustes econômicos propostos por Dilma.

Capa da Veja (2015) alude ao panelaço, forma de protesto popular utilizada contra os governos Dilma e Temer

Em dezembro de 2015, após o PT ter votado pela cassação de Eduardo Cunha, (que estava envolvido em escândalos de corrupção), este aceitou um pedido de impeachment contra Dilma por suposto crime de responsabilidade. Em 12 de maio de 2016, o Senado Federal a afastou da presidência por 180 dias. Imediatamente, seu vice Michel Temer assumiu interinamente o cargo. Mesmo sendo interino, mas se comportando como se já fosse o presidente definitivo, Temer estabeleceu seu plano de governo e colocou como prioridade "estancar o processo de queda livre na atividade econômica", em seu primeiro discurso frente à Presidência.
Contudo, logo no início de seu governo, Temer se envolveu em controvérsias devido a ministros seus que estavam sendo investigados no âmbito da Lava Jato, bem como ele próprio. Os escândalos afetaram a tramitação das reformas propostas pelo governo que visavam a recuperação econômica. Não apenas afetaram a tramitação em si, como também exigiram de Temer muitos recursos para manter sua base aliada coesa. O total de recursos liberados em 2017 para emendas parlamentares (dispositivo legal usado para negociações políticas) passou de 959 milhões para 1,5 bilhão de reais apenas em junho, mês seguinte ao escândalo da JBS. Todos os escândalos de corrupção envolvendo o governo Temer, somados às propostas de reformas impopulares, fizeram com que a aprovação de Temer, segundo pesquisas do CNI/Ibope, caísse para 3 por cento em setembro de 2017, sendo menor ainda que a de Dilma.
Portanto, o impeachment de Dilma e o início do governo Temer não foram capazes de estancar a crise política, nem a econômica. A persistência da crise política continuou a prejudicar a recuperação econômica, pois os escândalos afetam os mercados, especialmente aqueles sujeitos a movimentos especulativos de curto prazo, como a bolsa de valores e o mercado de câmbio, que são os primeiros a reagir. Apesar de Temer ter sobrevivido, houve desgaste de sua imagem. Várias manifestações populares questionavam se ele poderia continuar no cargo.

### Impactos econômicos da Lava Jato
A Lava Jato afetou principalmente os setores da construção civil e do petróleo. Um estudo do Dieese, publicado em março de 2021, apontou que cerca de 4,4 milhões de postos de trabalho foram perdidos no país de 2014 a 2017, como consequência da operação Lava Jato. Destes, 1,1 milhão foram do setor da construção civil. Nesse mesmo período, o setor registrou um saldo negativo entre contratações e demissões de 991.734 vagas formais. De acordo com um estudo publicado em 2018 da Instituição Fiscal Independente, desde o início de 2014, a indústria da construção civil teve 14 trimestres de resultados negativos, com impacto negativo de 0,9 ponto percentual por trimestre. O estudo apontou ainda que o setor foi um fator limitante à trajetória de recuperação do PIB industrial e da atividade econômica em termos agregados.
Algumas consultorias calcularam que a retração na economia do país causada pela Lava Jato seria em torno de 1% a 1,5% do PIB por ano. Os efeitos diretos e indiretos da Lava Jato na economia do país podem ter causado, segundo projeção da consultoria Go Associados para 2015, uma retração de mais 140 bilhões de reais na economia do país. Segundo um levantamento da Consultoria Tendências, a recessão poderia ser três vezes menor sem os impactos da operação na economia.

## Crise econômica

### Início
Por a crise ser ainda muito incipiente, 2014 foi, na média, um ano bom para a economia brasileira. A tabela a seguir apresenta alguns dos principais indicadores da economia:
| Indicador                                                             | 2010   | 2011   | 2012   | 2013   | 2014   |
| --------------------------------------------------------------------- | ------ | ------ | ------ | ------ | ------ |
| Produto Interno Bruto (R$ bilhões)                                    | 3 886  | 4 376  | 4 815  | 5 332  | 5 779  |
| PIB per capita (R$)                                                   | 19 878 | 22 171 | 24 165 | 26 520 | 28 498 |
| PIB (variação % em volume)                                            | 7,5    | 4,0    | 1,9    | 3,0    | 0,5    |
| Consumo das famílias (variação % em volume)                           | 6,2    | 5,0    | 3,5    | 3,6    | 2,3    |
| Remuneração dos empregados/PIB (%)                                    | 41,6   | 42,2   | 42,8   | 43,2   | 43,5   |
| Fonte: IBGE, Diretoria de Pesquisas, Coordenação de Contas Nacionais. |        |        |        |        |        |

Porém, há evidências de que havia desequilíbrios na economia já nesse ano. Segundo o Comitê de Datação de Ciclos Econômicos (Codace) da Fundação Getúlio Vargas, a economia brasileira se encontrou formalmente em recessão a partir do segundo trimestre de 2014. Além disso, 2014 foi o primeiro ano em que foi registrado um déficit primário nas contas públicas. (Para mais informações, ver seção Déficit nas contas públicas.) Porém, esses desequilíbrios só foram percebido mais claramente no final do ano, pouco após a reeleição de Dilma, quando houve uma sucessão de divulgações de dados econômicos negativos. Deste modo, na média, 2014 não foi um ano ruim para a economia. Referindo-se ao déficit nas contas públicas, a presidente se pronunciou sobre o início da crise:
A crise começa em agosto, mas só vai ficar grave, grave mesmo, entre novembro e dezembro [de 2014]. É quando todos os estados da Federação percebem que a arrecadação caiu.— Dilma Rousseff

### Recessão

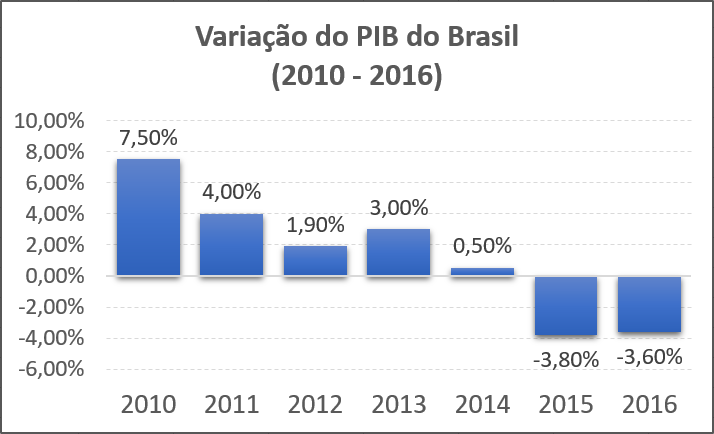
Alteração percentual do Produto Interno Bruto (PIB) real do Brasil, segundo dados do IBGE. Percebe-se o baixo crescimento em 2014 e as fortes quedas nos anos seguintes. Nota: os valores para 2015 e 2016 foram posteriormente revisados para 3,5 e 3,3%, respectivamente

Verificou-se que o país entrou em recessão técnica após o término do segundo trimestre de 2014. Na definição dos economistas, a recessão técnica é um crescimento econômico negativo por dois trimestres consecutivos. A recessão técnica se diferencia da recessão de fato, quando a situação do país se deteriora significativamente. O Ministro da Fazenda, Guido Mantega, suavizou esse resultado econômico e, em comparação com a Europa, afirmou que:
[no Brasil] estamos falando de dois trimestres [de PIB negativo], e sabemos que a economia está em movimento. Recessão é quando tem desemprego aumentando e a renda caindo, aqui temos o contrário.— Guido Mantega
Os sinais de que uma forte recessão viria já foram percebidos por alguns especialistas devido a essa recessão técnica e, posteriormente, ao pequeno crescimento no ano, que foi de apenas 0,5%. As expectativas se confirmaram no ano de 2015, quando a economia se contraiu em 3,5%, Em 2016, o PIB teve outra queda forte, esta de 3,3%. Nesse período, o PIB per capita caiu 11%. No primeiro trimestre de 2017, foi registrado o primeiro aumento no PIB após oito quedas trimestrais consecutivas. Porém, após exatos dois anos, no primeiro trimestre de 2019, a economia voltou a recuar depois de fracos crescimentos. Foi registrada uma queda de 0,2% no PIB, o que o fez voltar para o mesmo patamar de 2012.

### Déficit nas contas públicas

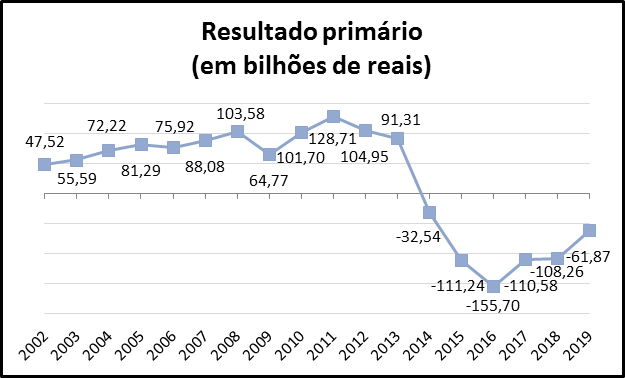
Resultado primário do governo, desde o início da série histórica do Banco Central. O Tesouro também divulga esses dados, mas usa uma metodologia diferente, e, portanto, apresenta valores diferentes do BC.

A recessão teve influência no rombo nas contas públicas. Esse fenômeno ocorre quando o governo gasta mais do que arrecada. 2014 foi a primeira vez desde 2001 que as contas do setor público registraram um resultado primário negativo, ou seja, um déficit primário. Isto é, o governo gastou mais do que arrecadou nesse ano, antes do pagamento dos juros. Um déficit nominal (depois dos juros) já existia havia mais tempo, mas aquele ano foi a primeira vez, desde o início da série histórica do Banco Central (BC), que o resultado primário foi negativo. Uma das causas dessa queda da arrecadação foram as desonerações, que faziam parte da nova matriz econômica.
As contas públicas, que, antes de 2014, só apresentavam superávits anuais, passaram, nos anos seguintes, a ser somente deficitárias. Em 2015, como consequência da alta recessão e das despesas embutidas referentes à quitação das "pedaladas fiscais", o déficit prímário foi de 114,9 bilhões de reais.
Em 2016, as contas do setor público registraram um déficit primário de 155,7 bilhões de reais, ou seja, as despesas do setor público superaram as receitas com impostos e tributos em 155,7 bilhões de reais. Quanto à dívida privada, bancos e empresas do Brasil passaram a ter a maior dívida externa registrada desde o início da série histórica do BC, iniciada em 1989.

### Aumento dos juros

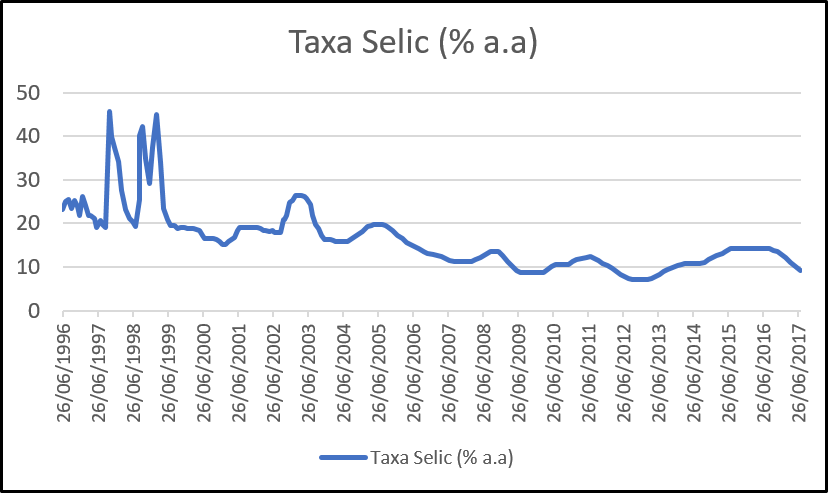
Série histórica da taxa Selic desde junho de 1996 a julho de 2017. Após ser reduzida forçosamente, a Selic disparou depois de iniciada a crise

Outra consequência da crise foi o aumento da taxa de juros, após sucessivas reduções forçadas durante o primeiro mandato de Dilma. A taxa de juros no Brasil, a Selic, é determinada pelo Comitê de Política Monetária (Copom) do Banco Central do Brasil. Conforme Carvalho, para desenvolver a indústria, o que era o objetivo do governo Dilma, seria necessário desvalorizar o real, e, para isso, seria necessário reduzir os juros. Supostamente, com o real mais desvalorizado em relação ao dólar, os produtos nacionais custariam menos que os concorrentes estrangeiros, o que estimularia exportações, desestimularia importações e, portanto, a indústria nacional seria favorecida. Em agosto de 2011, a taxa Selic começou a ser reduzida, passando de 12,5% ao ano em termos nominais para 7,25% até outubro de 2012 após dez reduções consecutivas do Copom.
No entanto, a desvalorização do real não foi suficiente para fazer a diferença nas exportações e no crescimento da indústria nacional. A razão para isso é que parte das exportações brasileiras são insensíveis à taxa de câmbio. Além disso, o período coincidiu com a crise dos países da periferia europeia, o que afetou o comércio mundial, desfavorecendo as exportações. As exportações, que haviam crescido 11,7% em termos reais em 2010, cresceram apenas 4,8 e 0,3% nos dois anos seguintes Enquanto isso, no mercado interno, a alta do dólar levou a inflação ao teto da meta em 2011, atingindo os 6,5% no ano, o que contribuiu em seguida para a queda no consumo das famílias.
Devido à aceleração da inflação, o presidente do Banco Central Alexandre Tombini sinalizou que poderia mudar os rumos da política monetária. Os agentes econômicos passaram a esperar uma alta dos juros. Apesar de o Ministro da Fazenda, Guido Mantega, negar a necessidade de elevação dos juros, o Banco Central iniciou a trajetória de elevação da Selic em abril de 2013. A Selic foi de 7,25% ao ano para 11,75% em termos nominais em dezembro de 2014. As taxas reais (ou seja, descontada a inflação) eram de 0,7 e de 5,3%, respectivamente. A taxa continuou a ser aumentada até chegar ao patamar de 14,25% em julho de 2015, o maior desde julho de 2006. O aumento havia sido a sétima elevação consecutiva.

### Desemprego

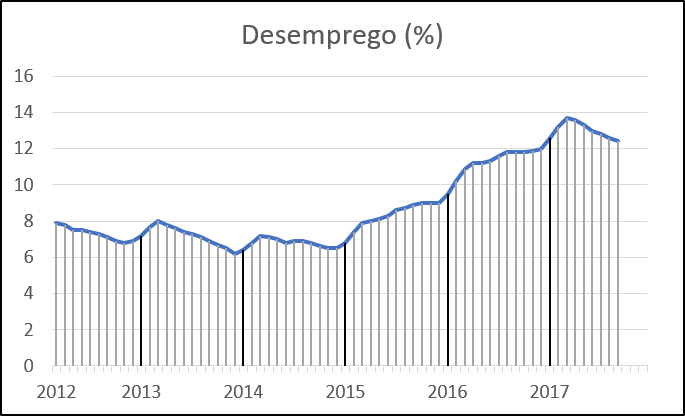
Desemprego desde março de 2012 a setembro de 2017, segundo a PNAD Contínua. Cada linha vertical corresponde a um mês

O desemprego, no ano de 2014, ainda não havia dado sinal de que iria aumentar. Na média do ano a taxa de desemprego foi de 6,8% de acordo com a PNAD Contínua (Pesquisa Nacional por Amostra de Domicílios Contínua). Outra pesquisa do IBGE, a PME (Pesquisa Mensal de Emprego), indicou um desemprego médio de 4,8%. A PME, porém, é realizada apenas em seis grandes metrópoles, sendo portanto menos abrangente do que a PNAD, que é realizada em cerca de 3 500 municípios.
Todavia, nos anos de 2015 e 2016, a crise econômica fez o desemprego disparar. A taxa média de 2015 foi de 8,5% e de 2016 foi 11,5%. No último trimestre de 2016, a taxa já estava em 12%, ou 12,3 milhões de desempregados, em números absolutos. A elevação do desemprego e a queda do salário dos trabalhadores menos qualificados acabaram por reverter rapidamente a redução da desigualdade salarial dos anos 2000.
O auge do desemprego foi verificado no trimestre de janeiro a março de 2017, quando o país contava com aproximadamente 14,2 milhões de desempregados (taxa de 13,7%). Ou seja, o número de desempregados era mais que o dobro em relação ao número verificado antes da crise, que era 6,6 milhões (fevereiro de 2014). No mês seguinte foi registrada uma pequena queda, a primeira desde 2014. O desemprego em abril, que foi de 13,6%, ainda era considerado muito elevado. Porém, a retomada do emprego foi puxada pela informalidade. Nesse mesmo ano, dos novos empregos gerados, 75% foram sem carteira assinada ou trabalho por conta própria, enquanto o restante foi gerado no setor público.
Os jovens foram os mais afetados pela piora no mercado de trabalho. No primeiro trimestre de 2019, enquanto a taxa de desocupação geral era de 12,7%, a de jovens de 14 a 17 anos era de 44,5%. Entre os de 18 a 24 anos, a taxa chegou a 27,3%. Essa situação pode levar a problemas para o futuro do país e dos próprios jovens, pois a arrecadação para a previdência diminui e o capital humano do país se deprecia, devido à maior dificuldade em desenvolver as capacidades técnicas dos trabalhadores.

### Inflação

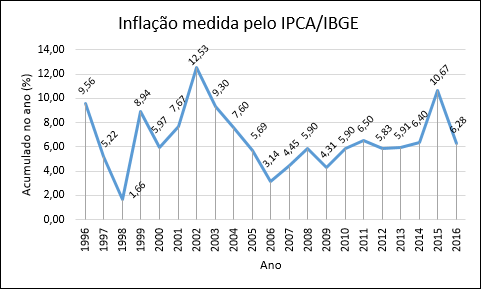
Taxa de inflação anual (IPCA), de 1996 até 2016. Percebe-se o pico em 2015, causado pelo reajuste dos preços administrados (que fez parte do ajuste fiscal) e pela desvalorização cambial.

Um dos índices de inflação do Brasil é o Índice de Preços ao Consumidor Amplo (IPCA). Esse índice mede o aumento de preços (inflação) que afeta famílias com rendimento entre um e quarenta salários mínimos em onze das principais regiões metropolitanas do país. O Banco Central fixa a meta do IPCA para um determinado ano. Em 2014, o índice fechou o ano em 6,41%, ficando abaixo do centro da meta do BC, que era de 6,5%. A inflação de 2014 foi a maior desde 2011.
Porém, em 2015, a inflação registrada foi significativamente maior, ficando bem acima da meta, fechando o ano em 10,67%, a mais alta desde 2002, ano em que o mercado financeiro estava inseguro quanto ao primeiro mandato de um governo do Partido dos Trabalhadores. A causa dessa inflação de mais de 10% foi o brusco reajuste dos preços administrados, entre os quais o preço da energia elétrica e dos combustíveis. O reajuste fez parte do ajuste fiscal conduzido por Levy. Os dados relativos ao IPCA são divulgados pelo IBGE, que afirmou também que 24% da inflação do ano foi causada apenas pelo aumento da energia elétrica e dos combustíveis.
Em 2016, a inflação foi de 6,29%, ficando abaixo do teto da meta. Algumas regiões metropolitanas, como São Paulo, Brasília, Goiânia e Vitória registraram taxas abaixo da média nacional. Curitiba teve a taxa mais baixa, que foi de 4,43%. As demais regiões metropolitanas analisadas pelo IBGE tiveram taxas acima da média. Apesar da crise econômica, a inflação foi melhor que o esperado pelo Banco Central, pelo mercado, pelo Fundo Monetário Internacional (FMI) e também pelo governo Temer. 2016 foi um ano agitado devido à crise política, e por essa razão as previsões de inflação variaram bastante ao longo do ano.

### Aumento da desigualdade econômica

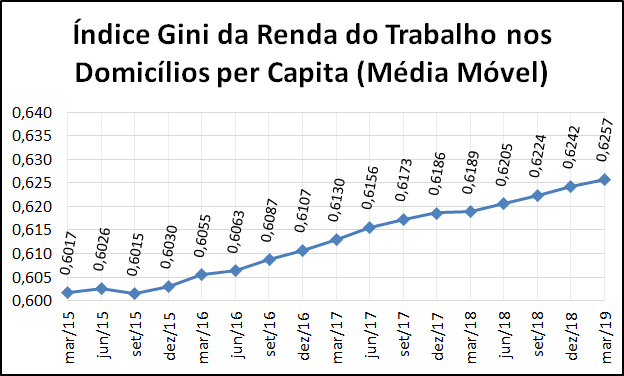
Evolução do índice Gini no Brasil entre 2015 e 2019

Uma pesquisa de 2019 do Instituto Brasileiro de Economia (Ibre) da Fundação Getulio Vargas, obtida pela revista Valor Econômico, mostrou que o coeficiente de Gini, que mede de 0 a 1 a desigualdade econômica de uma sociedade, aumentou consecutivamente no Brasil desde 2015 e atingiu em março de 2019 o maior patamar desde o começo da série histórica, que foi no início de 2012.
A pesquisa mostrou também que as pessoas que ganham menos sofreram mais os efeitos da crise e estão demorando mais para se recuperar. Em 7 anos (isto é, de 2012 a 2019), a renda acumulada dos 10% mais ricos aumentou 8,5%, enquanto a dos 40% mais pobres caiu 14%.
Para Daniel Duque, pesquisador do Ibre, a lenta melhora do mercado de trabalho nos últimos anos foi concentrada nas pessoas com melhores qualificações e experiência, potencializando a desigualdade. O desalento que resulta da desistência de procurar emprego é maior entre os menos qualificados e "[...] vem batendo recorde e ajuda a explicar por que, mesmo com redução do desemprego no ano passado, a desigualdade seguiu crescendo".

### Emigração

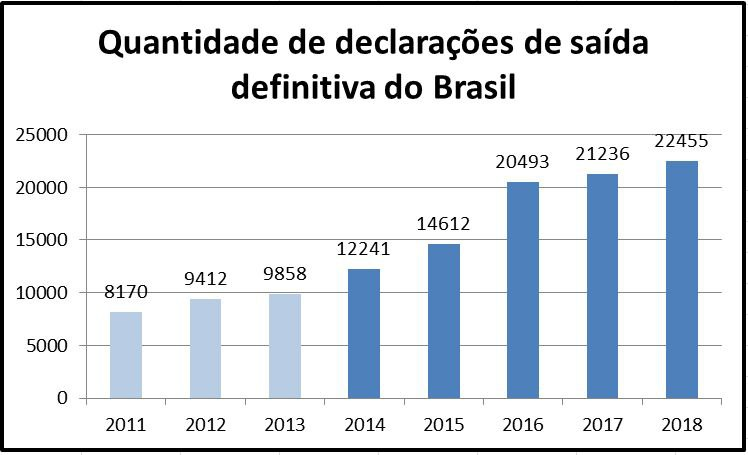
Quantidade de declarações de saída definitiva do Brasil segundo a Receita Federal

A quantidade de declarações de saída definitiva do país cresceram de forma acentuada no primeiro ano de crise e aumentou constantemente desde então. Entre os países que mais recebem brasileiros estão Japão e Canadá, por terem baixo desemprego e uma população envelhecida, necessitando assim de mão de obra. Outro destino foi Portugal, que concedeu a 8 mil brasileiros a nacionalidade lusitana apenas em 2016, segundo o Eurostat. Além da crise, outra razão para a emigração foram altos índices de criminalidade.
De acordo com um sócio da JBJ Partners, empresa especializada em expatriação para os Estados Unidos, o Brasil perde mão de obra qualificada:
Estamos falando de pessoas qualificadas. O perfil do imigrante não é mais aquele que vem com uma mão na frente e outra atrás. São altos executivos, que estão abandonando suas carreiras para abrir um negócio, pessoas com PhD. É um movimento triste, porque o Brasil está perdendo recursos.— Jorge Botrel, sócio da JBJ
Um relatório da Organização para a Cooperação e Desenvolvimento Econômico (OCDE) mostra um número bem mais elevado de brasileiros que migraram do Brasil para um dos países da organização: 80 000 brasileiros mudaram de país legalmente em 2016, enquanto em 2017 foram 99 000. Assim como mostram os dados da Receita Federal, a quantidade de brasileiros que deixaram o país aumentou consecutivamente ano após ano desde o início da crise.

### Queda do comércio e da indústria
No primeiro semestre de 2016, 67,9 mil lojas fecharam as portas no país, o que corresponde em média a cerca de 375 por dia. O varejo fechou 166,9 mil lojas em 2015 e no primeiro semestre de 2016, e 108,7 mil em 2016. Os dados são da Confederação Nacional do Comércio e levam em conta apenas lojas de varejo que têm trabalhadores com vínculo empregatício. Para efeito de comparação, em 2014 o setor havia aberto 11,45 mil lojas. A crise também aumentou a inadimplência. Em fevereiro de 2017 havia 58,3 milhões de devedores em todo o Brasil, um acréscimo de 700 mil em 12 meses. Listas de inadimplentes tiveram acréscimo de 700 mil nomes. Metade da população entre 30 e 39 anos estava inadimplente.
Entre 2013 e 2016, a crise levou ao fechamento de 13,8 mil indústrias no país. Em 2016, havia 321,2 mil indústrias ativas no país, enquanto antes da crise havia 335 mil. Segundo o IBGE, o pior momento para a indústria foi no início de 2016. A produção brasileira apresentou nesse período uma queda de 18% em relação ao início 2014. A partir de então, os resultados começaram a melhorar vagarosamente. As mais afetadas foram as pequenas indústrias. Devido ao fato de terem acesso restrito ao crédito e menos reservas para suportar o período desfavorável, é difícil para elas se recuperarem da recessão. As pequenas empresas são responsáveis pela metade dos empregos na indústria.

### Queda do consumo das famílias
O crescimento do consumo das famílias começou a desacelerar nos anos precedentes à crise. Em parte devido ao aumento da inflação, o aumento do consumo passou de 6,2% em 2010 para 4,8% em 2011 e 3,5% em 2012. Mais tarde, no biênio 2015-2016, houve uma queda no consumo de 3,8%, segundo a Pesquisa Nacional por Amostra de Domicílios (PNAD). Foi a primeira vez que o consumo das famílias caiu desde 2003.
Em 2016, os efeitos da crise econômica foram amplamente sentidos pela população, que precisou adaptar as contas para a realidade financeira. De acordo com uma pesquisa realizada pela Confederação Nacional da Indústria (CNI) no ano, quase metade dos entrevistados (48%) passou a usar mais transporte público e 34% deixaram de ter plano de saúde. O aprofundamento da crise levou 14% das famílias a trocarem a escola dos filhos de particular para pública em junho. Além disso, os consumidores trocaram produtos por similares mais baratos (78%), esperaram liquidações para comprar bens de maior valor (80%) e pouparam mais para o caso de necessidade (78%).

### Rebaixamento da classificação de crédito
Em 9 de setembro de 2015, considerando as dificuldades políticas do Brasil em implementar o ajuste fiscal proposto pelo governo Dilma e a previsão de déficit orçamentário feita pelo governo, a Standard & Poor's (S&P), agência de classificação de risco americana, rebaixou a nota do país para o nível "especulativo" (BB+). Horas antes, o vice-presidente de comunicação estratégica da Moody's havia declarado que sua agência, ao contrário da S&P, manteria o selo de bom pagador ao país. A Fitch, outra agência de classificação, também manteve a nota atribuída ao Brasil (BBB), embora tenha expressado preocupação quanto ao ritmo de crescimento do país.
Em 2016, as agências de classificação de riscos norte-americanas voltaram a rebaixar as notas de crédito do Brasil. Em fevereiro de 2016, a Moody's rebaixou a nota do Brasil para Ba2, último nível antes do grau especulativo. No mesmo mês, a S&P rebaixou a nota de crédito do Brasil de BB+ para BB, e no mês seguinte, a Fitch rebaixou a nota do Brasil para BB. Todos os rebaixamentos levaram a uma perda de confiança no Brasil por parte dos investidores, o que piorou a imagem do país no exterior.

## Medidas anticrise
Logo após vencer as eleições de 2014 e iniciar seu segundo mandato, e já percebendo que a economia não ia bem, Rousseff nomeou Joaquim Levy para o Ministério da Fazenda. Em novembro do mesmo ano, Levy anunciou um ajuste fiscal visando tirar o país do déficit de 2014 para um superátvit em 2015 e 2016. Para atingir esse objetivo, o governo fez uso de dois mecanismos: reduzir as despesas do governo e aumentar a arrecadação. Apesar das tentativas de aumento da receita por meio de maiores impostos, a principal forma de equilibrar as contas foi cortar despesas, especialmente os investimentos públicos no Programa de Aceleração do Crescimento (PAC).
Reduzir despesas e aumentar receitas são medidas econômicas recessivas. Outra medida recessiva adotada foi o reajuste brusco dos preços administrados. O preço da energia elétrica, do gás e da gasolina aumentaram consideravelmente, o que gerou inflação. As medidas não lograram, e as contas públicas permaneceram deficitárias nos anos seguintes (2015, 2016, etc.).
Ainda durante o governo Dilma, o retorno da CPMF, imposto que incide sobre transações financeiras, foi proposto pelo governo para mitigar a crise.

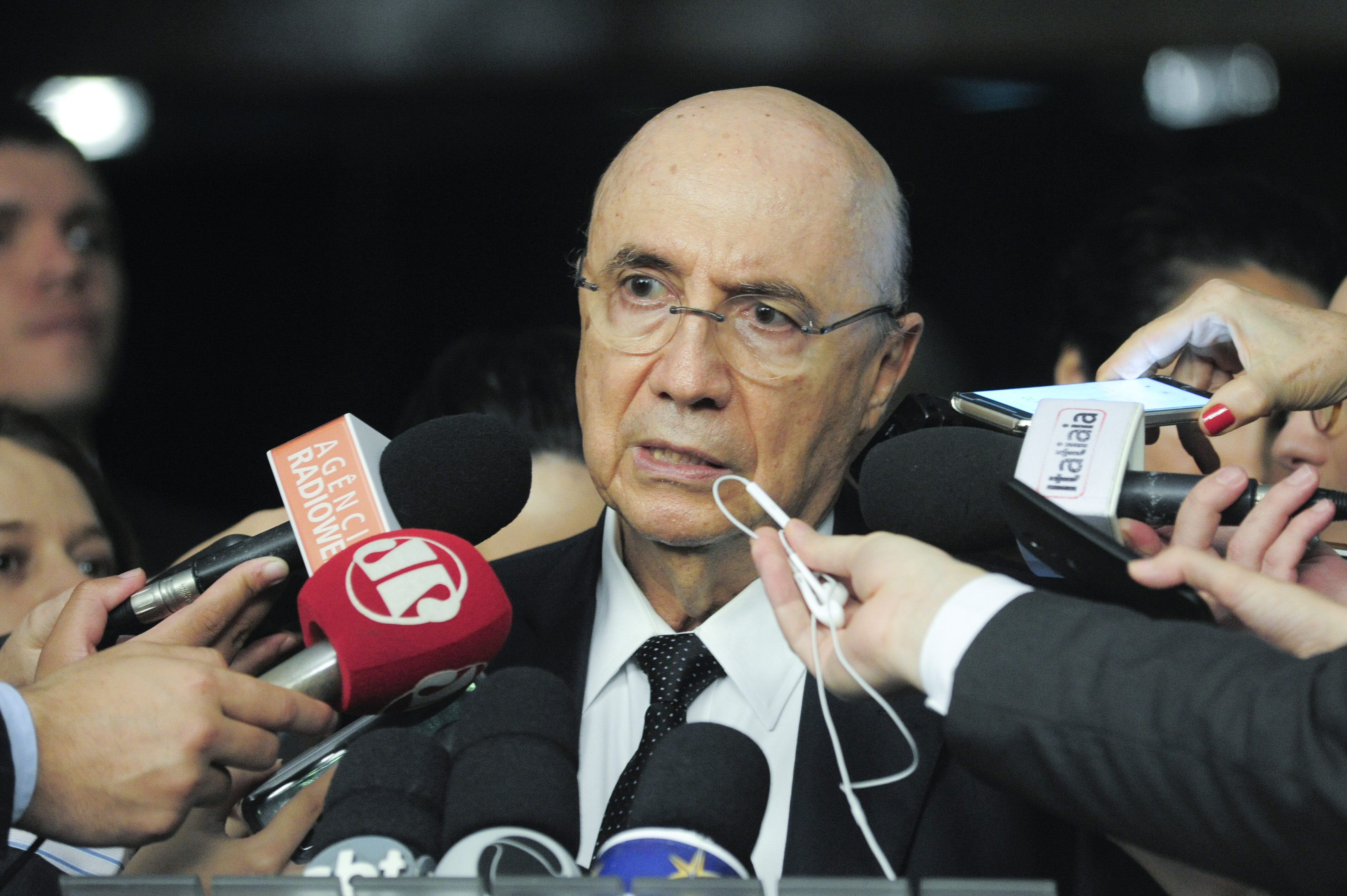
Henrique Meirelles, Ministro da Fazenda do governo Temer

No governo Temer, várias medidas, em sua maioria impopulares, foram implementadas ou propostas tendo como objetivo recuperar a economia do país. As principais medidas adotadas ou propostas nesse período foram o(a):
- Novo Regime Fiscal, instituído pela Emenda Constitucional n.º 95, que estabeleceu um teto para o crescimento dos gastos do Governo Federal para os próximos vinte anos;[146]
- lei da terceirização, que permitiu a terceirização do trabalho também para atividades-fim, e não apenas para atividades-meio;[147]
- reforma trabalhista de 2017, que foi uma significativa alteração na Consolidação das Leis do Trabalho (CLT); e[148]
- reforma da Previdência, que o governo não conseguiu aprovar.[149]

Um ano após a aprovação da reforma trabalhista, porém, verificou-se que a queda do desemprego foi mínima, ao mesmo tempo em que houve aumento do trabalho autônomo, intermitente, temporário e terceirizado. Houve também redução no número de ações trabalhistas na justiça.
O governo também liberou o saque das contas inativas do Fundo de Garantia do Tempo de Serviço (FGTS). De acordo com um estudo do Ministério do Planejamento, Desenvolvimento e Gestão, a medida permitiu reduzir a inadimplência e aumentar o consumo. Segundo o ministério, foram sacados 41,8 bilhões de reais de 24,8 milhões de contas inativas desde o início da adoção da medida, em março de 2017. Um levantamento feito pela Confederação Nacional do Comércio de Bens, Serviços e Turismo (CNC) mostrou que os recursos decorrentes dos saques geraram um impacto positivo de 10,8 bilhões de reais nas vendas do varejo entre março e julho do mesmo ano. O governo conseguiu também arrecadar 50,9 bilhões de reais após permitir a repatriação de recursos que brasileiros mantinham no exterior. Do total de 169,9 bilhões repatriados, 30% disso ficaram com o governo devido à multa de 15% e à cobrança de imposto de renda de 15%. Isso ajudou a reduzir o déficit primário para o ano.

## Sinais de recuperação

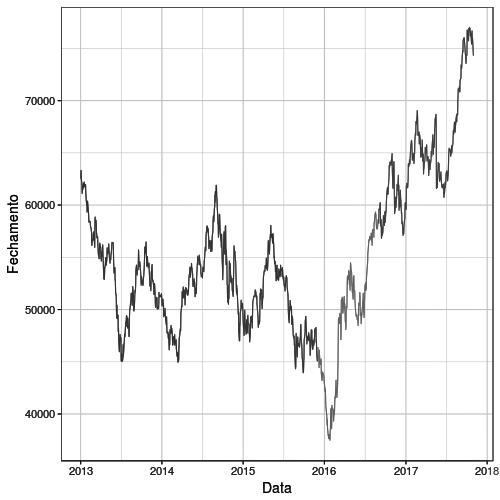
Índices de fechamento diários do Ibovespa de 1.º de janeiro de 2013 a 1.º novembro de 2017

No começo de 2017, terminada a longa recessão, já havia sinais de recuperação econômica, mas concordava-se que o processo seria muito longo e lento. Entre esses sinais de recuperação, encontravam-se vários primeiros aumentos: primeiro aumento do PIB no primeiro trimestre (de 1%), após 2 anos de quedas; primeiro aumento do consumo das famílias, também após 2 anos sem crescimento; e primeiro aumento dos investimentos desde o início da crise. O desemprego, porém, persistiu. Em setembro de 2017, foi divulgado que a taxa de ocupação apresentou uma melhora, apesar de ser puxada pela informalidade e por contratações no setor público.
Os resultados positivos foram comemorados por Temer. Porém, uma matéria do Financial Times atribuiu aos bons resultados na economia a chamada "supersafra" de soja naquele ano, não as reformas de Temer. Houve também o crescimento do setor agropecuário, que também não possuía relação direta com as medidas adotadas pelo governo. O aumento da produção de alimentos auxiliou na redução da inflação, que, por sua vez, criou condições favoráveis para o aumento do consumo e a redução de taxa Selic, o que também contribuiu para a retomada do crescimento econômico.
Outro aspecto da recuperação foi o crescimento das exportações. O valor das exportações em 2017 foi superior em 18,5%, quando comparado com as exportações em 2016. Essa elevação dos valores das exportações decorre mais da elevação dos preços do que do aumento das quantidades de produtos exportados. O maior índice de crescimento das exportações foi registrado no segmento de produtos básicos que foi de 28,7%. Por sua vez, as importações cresceram em 10,5% no mesmo ano, apesar do decréscimo de 11,4% das importações no segmento de máquinas e equipamentos para produção.
Em 2019, cinco anos após o início da crise, a economia brasileira deu mais sinais de recuperação. Mesmo com o dólar em alta (principalmente devido a fatores externos), a bolsa de valores terminou o ano batendo inúmeros recordes e tendo uma alta de quase 32% ao longo de todo o ano. A recuperação também foi sentida no setor da construção civil, que, no segundo trimestre do mesmo ano, teve a primeira alta após 20 trimestres de queda. O rombo nas contas públicas continuou alto, mas diminuiu em relação aos anos anteriores. O primeiro semestre de 2019 teve o melhor resultado em quatro anos, acumulando um déficit de 5,3 bilhões de reais. O desemprego seguiu a mesma linha e terminou o mês de novembro atingindo 11,2% da população, sendo o melhor resultado em mais de três anos. Contudo, a informalidade teve alta, atingindo 41,1% da população.

## Comparação com outras crises

Crescimento real do PIB em 2016. Nos países em vermelho, a recessão se deveu a fatores internos. Portanto, a causa da crise brasileira não foi uma crise internacional.

No mundo, em alguns países com tamanho e riqueza semelhantes ao Brasil, houve crises menores no mesmo período. Em 2015, entre os países que constam na base de dados da Organização para a Cooperação e Desenvolvimento Econômico (OCDE), só a Rússia passou por uma recessão. Mesmo sofrendo sanções econômicas devido ao conflito na Ucrânia, a queda do PIB desse país foi de 4% entre 2015 e 2016, queda significativamente menos profunda que a da economia brasileira no mesmo período. Poucos países nessa época passavam por recessão, o que reforça o argumento de que a crise no Brasil se deveu principalmente a fatores internos.
Já em comparação com outras crises brasileiras, constatou-se que a crise de 2014 não foi a mais profunda da série histórica do IBGE, como se acreditava. Nos anos de 2015 e 2016, a economia encolheu 8,2% no acumulado, em contraste com os 8,5% na recessão de 1981. Porém, apesar de não ter sido a mais profunda, a crise foi longa, sendo sucedida pela mais lenta recuperação de todas. De acordo com o Comitê de Datação de Ciclos Econômicos (Codace), a crise de 1981 durou nove trimestres, atingiu seu auge no primeiro trimestre de 1983 e, a partir daí, levou sete trimestres para o PIB voltar ao nível pré-crise. Em seguida, a crise de 1989 durou 11 trimestres e o tempo de recuperação foi o mesmo: sete trimestres. O PIB após a crise de 2014, por sua vez, só retornará aos níveis pré-crise em 2022, segundo estimativa otimista, totalizando assim 20 trimestres de recuperação.
Ao considerar não apenas a recuperação do PIB, mas também o nível de emprego, a recuperação será mais lenta ainda. Não apenas será mais lenta, como também a qualidade desses novos empregos será menor, pois a queda do desemprego registrada em 2017 foi puxada pelo aumento do trabalho informal e autônomo.
É importante ressaltar que essas estimativas foram feitas antes da pandemia de COVID-19 no Brasil (2020). Esta gerou uma nova recessão e deverá atrasar ainda mais a retomada do crescimento. Segundo a consultoria Capital Economics, o Brasil será um dos países que mais tempo levarão para se recuperar da crise causada pela COVID. "O Brasil está no grupo daqueles em que o custo fiscal do combate ao coronavírus colocará os índices de dívida pública em uma trajetória insustentável ou perto disso".

## Percepção da população
Uma pesquisa do IBOPE em junho de 2015 mostrou que 87% da população reconhecia que o país vivia uma crise econômica. Seis meses depois, em janeiro de 2016, uma pesquisa divulgada pelo Instituto Data Popular indicou que esse número tinha subido para 99%. Ainda segundo a pesquisa, 81% sabiam que o país vivia uma recessão e 51% dos entrevistados afirmaram que esta foi a pior crise pela qual o país já passou. Essa última informação foi explicada pelo presidente do instituto, Renato Meirelles. Segundo ele, apenas metade da população achava que a crise de 2014 foi a pior devido a dois fatores. O primeiro é que muitos dos entrevistados eram pessoas jovens,  que não tinham lembrança da época de hiperinflação no Brasil no final do século anterior. O segundo fator é que, como a situação de crise veio após um processo de crescimento forte da economia e de democratização do consumo, a sensação de perda se tornou maior.
Segundo uma pesquisa da agência Hello Research, o brasileiro se mostrou pessimista quanto ao fim da crise durante o segundo semestre de 2019, com 74% acreditando que a crise adentraria 2020 e apenas 26% se mostrando otimistas quanto ao futuro do país. Os números em geral foram mais negativos se comparados aos de janeiro de 2019, quando teve início o governo de Jair Bolsonaro.

## Consequências políticas

### Polarização

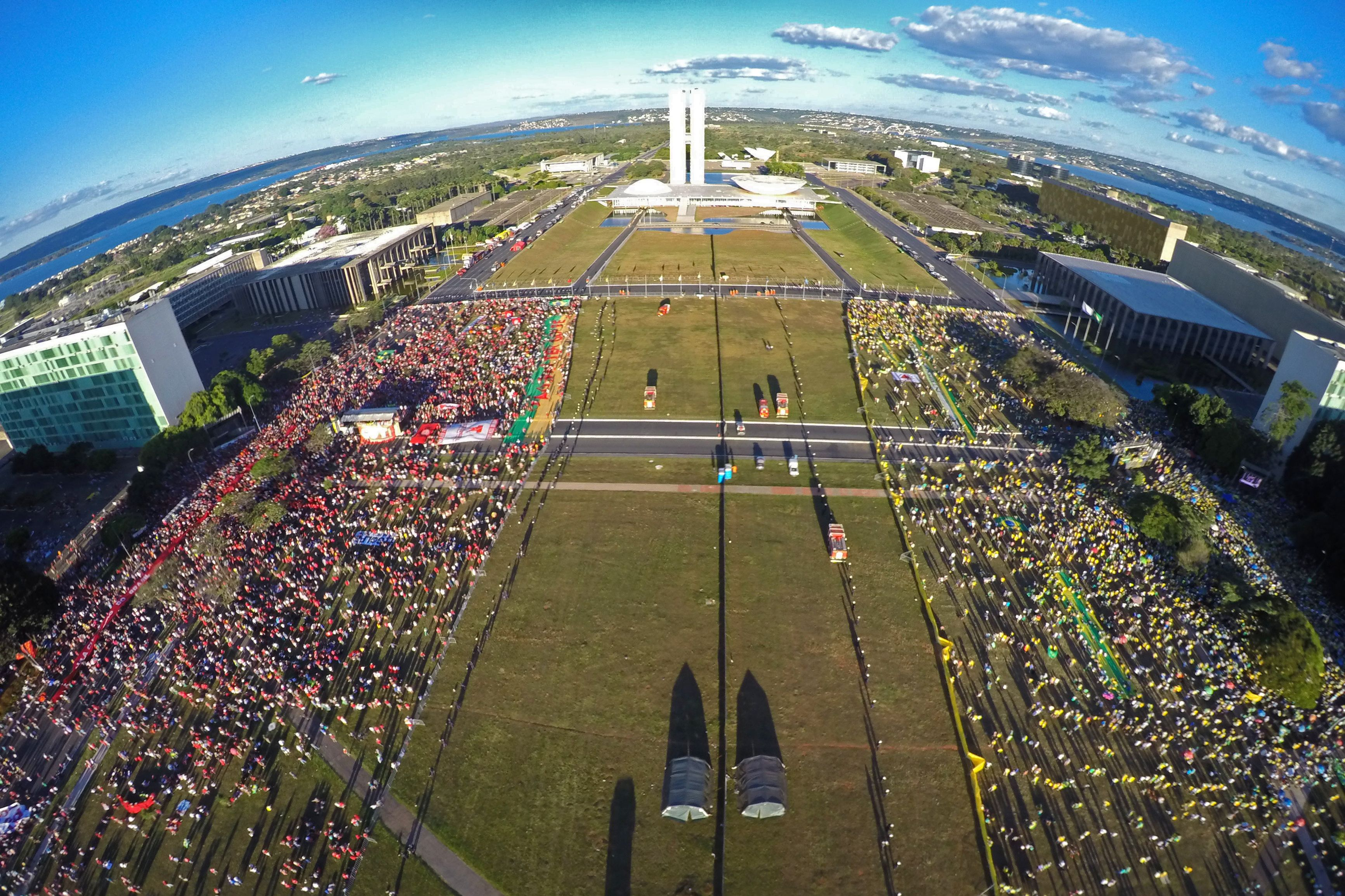
Manifestantes a favor (direita) e contra (esquerda) o impeachment na Esplanada dos Ministérios durante a votação na Câmara dos Deputados

A polarização foi uma consequência da crise. Em 2013, as grandes manifestações populares, as Jornadas de Junho, foram um sintoma da crise de representatividade política e despertou a politização de grande parte da população. Neste período de eleição, acirravam-se os ânimos entre petistas e antipetistas, e novos grupos políticos, com ideologias diversas, entraram no debate, aumentando a polarização.
As redes sociais contribuíram para esse aumento. No final de 2013, a direita se uniu em torno da questão da corrupção. Os que estavam na esquerda se atentaram aos programas sociais e serviços públicos. À medida em que os partidos políticos começaram a colocar essas questões na frente e no centro de suas plataformas, houve mais divisão. Em outubro de 2014 ocorreram as eleições (até então) mais acirradas desde a redemocratização, com pequena diferença entre os dois candidatos que disputaram o segundo turno. Em agosto de 2016, o impeachment de Dilma Rousseff foi ápice da crise política e dividiu as linhas partidárias, tornando a polarização maior ainda.
O povo brasileiro também expressou um forte sentimento antipolítica e de desesperança com a situação, com 79% dos brasileiros, segundo pesquisa do Ipsos de 2016, não se sentindo representados por partidos políticos. A polarização teve reflexo também no mercado editorial, com livros de ambos os extremos do espectro político que visavam explicar o cenário político, atingindo um grande número de vendas e constando frequentemente nas listas de mais vendidos.

### Guinada à direita e renovação política

Jair Bolsonaro celebrando o resultado da convenção que o escolheu como candidato à presidência pelo PSL em 2018

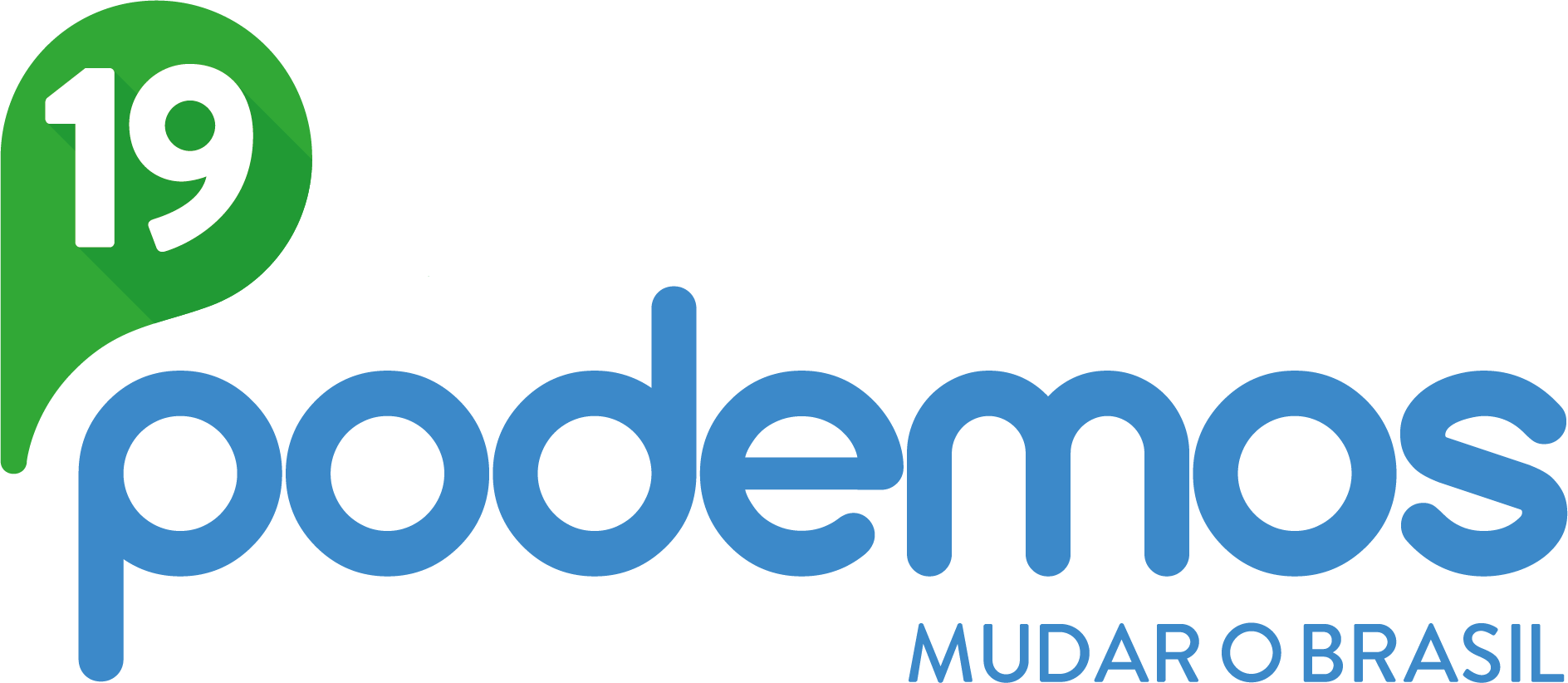
Logo do Podemos, antigo Partido Trabalhista Nacional (PTN)

Como consequência da crise, o Brasil, acompanhado de outros países, apresentou uma mudança no quadro ideológico tanto de seus governantes quanto de parcela considerável da população, havendo surgimento de novos movimentos liberais e conservadores, com atuação de pensadores e influenciadores com ideário abertamente voltado para ideias de direita. Além disso, 
a crise econômica brasileira também se mostrou uma oportunidade de ouro para bloquear agendas democráticas crescentes — das mulheres, dos movimentos sociais, das minorias e da juventude — e viabilizar uma agenda ideológica de redução do tamanho do Estado.— Laura Carvalho
Na política, a expressão maior desse movimento se deu com a eleição ao cargo de presidente da República do deputado Jair Bolsonaro. O autoproclamado filósofo Olavo de Carvalho é apontado como um dos principais, senão o principal, responsáveis por essa vitória.
Dois anos antes, nas eleições municipais de 2016, o PT, principal partido de esquerda no país, que havia eleito 630 prefeitos em 2012, teve esse número reduzido para 256, passando de terceiro para décimo partido com mais prefeituras, uma perda de mais de 50%.
Após as eleições gerais de 2018, a Câmara dos Deputados apresentou uma renovação de 47,3%, com 243 deputados novos, maior renovação desde a Assembleia Constituinte de 1987. O PSL, em consequência de ter como presidenciável Jair Bolsonaro, passou a ter 52 deputados eleitos em 2018, contra apenas um em 2014, o que demonstra o caráter conservador da mudança ocorrida. Partidos grandes e mais antigos como PT, MDB e PSDB tiveram número de eleitos menor que o de 2014. O Senado também sofreu forte renovação. Das 54 vagas disputas, 46 foram conquistadas por novos nomes e dos 32 que tentaram reeleição, apenas oito conseguiram ser pleiteados.
Diante da crise política, vários partidos políticos mudaram de nome, símbolo e ideologia, tanto para atrair eleitores para as eleições de 2018, como também para se esquivar dos casos de corrupção envolvendo políticos destes partidos. Os nomes foram alterados, em muitos casos, para slogans, em vez de siglas. Também caiu a palavra partido em alguns casos de renomeação. No caso do PT, alguns candidatos deixaram de usar o tradicional vermelho e a estrela símbolo do partido em suas campanhas nas eleições municipais de 2016, logo após o impeachment de Dilma Rousseff e com a queda na popularidade do partido.
| ce | Nome e sigla antigos                               | Novos nome e sigla                     | Data       |
| -- | -------------------------------------------------- | -------------------------------------- | ---------- |
| 19 | Partido Trabalhista Nacional (PTN)                 | Podemos (PODE)                         | 16/05/2017 |
| 70 | Partido Trabalhista do Brasil (PTdoB)              | Avante                                 | 12/09/2017 |
| 51 | Partido Ecológico Nacional (PEN)                   | Patriota                               | 26/04/2018 |
| 15 | Partido do Movimento Democrático Brasileiro (PMDB) | Movimento Democrático Brasileiro (MDB) | 15/05/2018 |
| 27 | Partido Social Democrata Cristão (PSDC)            | Democracia Cristã (DC)                 | 17/05/2018 |
| 11 | Partido Progressista (PP)                          | Progressistas (PP)                     | 11/09/2018 |
| 22 | Partido da República (PR)                          | Partido Liberal (PL)                   | 07/05/2019 |
| 10 | Partido Republicano Brasileiro (PRB)               | Republicanos                           | 15/08/2019 |
| 23 | Partido Popular Socialista (PPS)                   | Cidadania                              | 19/09/2019 |

## Leituras adicionais
- «Por que o Brasil Parou?». Infográficos Estadão
- «Crise econômica: como chegamos aqui e como superá-la». CartaCapital
- «A crise e suas interpretações». CartaCapital
- «Pensando o país: 8 olhares sobre a crise brasileira». Nexo Jornal. Cópia arquivada em 9 de julho de 2017
- «Quais os argumentos de economistas de escolas diferentes sobre contas públicas e o Brasil». Nexo Jornal. Cópia arquivada em 5 de novembro de 2017
- «Quais os argumentos de quem vê exagero na crítica à Nova Matriz Econômica». Nexo Jornal. Cópia arquivada em 9 de novembro de 2017
- «Qual o quadro do investimento estrangeiro direto no Brasil». Nexo Jornal. Cópia arquivada em 5 de novembro de 2017
- Nexo Jornal: "Qual o tamanho da crise no Brasil" no YouTube
- Dilma teve 3º pior PIB em 127 anos e é responsável por 90% da “culpa”, diz estudo da UFRJ
- «Conjuntura internacional, falhas nacionais e crescimento econômico. Falhas de governo, mercado e modelo explicam a queda da renda per capita no Brasil (2011-16)» (PDF). Cópia arquivada (PDF) em 5 de novembro de 2020